# Joseph Capilano

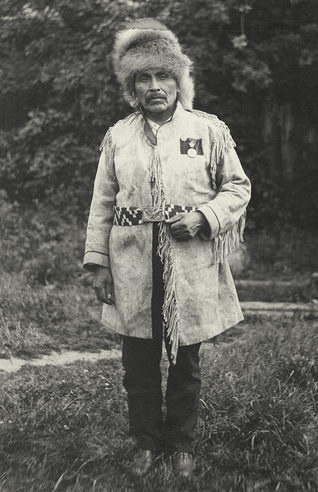
Sa7plek oder Joseph Capilano

Joseph Capilano bzw. Sa7plek (Sahp-luk) (* um 1854; † 10. März 1910), war der berühmteste Häuptling bzw. Siy̓ám̓ („respektierer Führer/Oberhaupt“) der Squamish (Sḵwx̱wú7mesh) (historische Transliteration: Sko-ko-mish), eines Volks der Küsten-Salish der Nordwestküstenkultur. Er versuchte als Häuptling in der Zeit von 1895 bis 1910 die Politik der Enteignung und Zwangsassimilation zu bekämpfen. 1906 war er einer der Führer der Delegation, die sich beim britischen König Edward VII. über die kanadische Indianerpolitik beschwerte.

## Jugend
Su-á-pu-luck wurde um 1854 in Yekw’ts (bei Squamish) geboren. Der Sohn des Letekwámcheten wurde in einer katholischen Mission geboren. Jo Capilano war berühmt dafür, dass er gegen die aus dem Norden eindringenden Ligwilda'xw (Laich-kwil-tach)-Krieger aus dem Kwakwaka'wakw-Territorium gekämpft hatte. Er wurde in einer der katholischen Missionen geboren und hatte zusammen mit seiner Frau Mary Agnes Líxwelut, zwölf Kinder. Als er sie am 21. Mai 1872 heiratete, ließ er sich taufen. Die beiden lebten in der katholischen Mission North Vancouver.

## Häuptling
Als Häuptling Láwa 1895 starb, setzte sich Pater Paul Durieu dafür ein, dass Su-á-pu-luck sein Nachfolger wurde. Ein Teil des Stammes widersetzte sich jedoch dem christlichen Häuptling und zog in das westlich gelegene Capilano-Reservat. Su-á-pu-luck bekehrte einige der „Squamish (Sḵwx̱wú7mesh)“ und ließ eine Kirche bauen. Er reiste bald über die Vancouver-Insel und predigte dort. Su-á-pu-luck war der gewählte oberste Siy̓ám̓ (Häuptling) des „Squamish (Sḵwx̱wú7mesh)“-Stammes des Howe Sound und Burrard Inlet mit der Hauptsiedlung an der Mündung des heutigen Capilano River (vormals Homulcison Creek genannt) und trug den erblichen Häuptlingstitel TE Kiapila'noq. Der dort siedelnde „Squamish (Sḵwx̱wú7mesh)“-Stamm war daher als Giyeplénexw/Ḵ'iyápalanexw (anglisiert zu: Kiapilanough – „Volk von Giyep/Kiap“) bekannt. „Capilano“ ist somit die englische Adaption eines „Sḵwx̱wú7mesh snichim“-Wortes für einen Häuptlingstitel sowie eines „Squamish (Sḵwx̱wú7mesh)“-Stammes und nicht einer individuellen Person; Jo Capilano hatte die Funktion und Autorität eines “TE Kiapila'noq”, sein Eigenname lautete jedoch weiterhin Su-á-pu-luck. Ein bekannter früherer Häuptling des „Giyeplénexw“-Stammes war Chief George Capilano, der laut Überlieferung 1782 Captain Cook traf und der erste war, der Captain Vancouver am 14. Juni 1792 in Burrard Inlet willkommen hieß und eskortierte.

## Widerstand gegen Kanadas Indianerpolitik
Doch zugleich wehrte er sich zunehmend gegen Landenteignungen und die Einschränkungen, die die Jagd und den Fischfang immer schwerer machten. Doch der Erfolg war gering. Daher entschloss er sich 1906, an der Spitze einer Delegation – zusammen mit Basil David von den Shuswap (Secwepemc) und Chillihitza von den Okanagan (Syilx) – nach England zu reisen, um sich mit König Edward VII. zu treffen und ihm eine Petition zu überreichen. Die drei waren auf gemeinsamen Treffen der First Nations ausgewählt worden. Traditionell erhielt der Führer der Delegation den Titel eines TE Kiapila'noq – anglisiert zu „Capilano“, der einem herausragenden Führer bei den „Squamish (Sḵwx̱wú7mesh)“ und „Musqueam (Xwməθkwəy̓əm)“ zugesprochen wird. Daher ist er unter dem Namen Joe Capilano bekannt geworden. Bei den „Squamish (Sḵwx̱wú7mesh)“ hieß er weiterhin Su-á-pu-luck. Die Delegation reiste nach Ottawa, wo sie Premierminister Sir Wilfrid Laurier traf, von dort weiter nach London. Der Canadian High Commissioner, Lord Strathcona arrangierte die Audienz am 3. Juli.
Die Petition führte auf, dass das Recht der Indianer an ihrem Land nie erloschen sei, dass Siedler auf ihr Land drängten, ohne um Genehmigung zu bitten, dass Forderungen an die kanadische Regierung fruchtlos seien, und dass die Indian Agents die Indianer – die kein Wahlrecht hatten – nicht einmal dann befragten, wenn es direkt um ihre Angelegenheiten ging.
Bei seiner Rückkehr wurde Su-á-pu-luck begeistert empfangen. Abgesehen von der Öffentlichkeitswirkung, dem freundlichen Empfang durch den König, der Übergabe der Petition, musste er jedoch mitteilen, dass die Verhandlungen mit Ottawa geführt werden mussten, nicht mit dem König. Dennoch hatten die First Nations erstmals den Protest gegen ihre schlechte Behandlung selbst in die Hand genommen. Su-á-pu-luck selbst zog aus der mangelnden Unterstützung der katholischen Geistlichen die Konsequenz, dass er ihnen mitteilte, sie seien in seinem Gebiet nicht mehr willkommen.
1908 reiste Su-á-pu-luck erneut nach Ottawa, warb aber auch am Skeena River dafür, dass die dortigen Stämme ihre Angelegenheiten selbst in die Hand nehmen mussten. Die Zeitungen in Kanada betrachteten ihn zunehmend als Unruhestifter und verlangten seine Bestrafung. Als er am 10. März 1910 starb, erschienen alle Stammesführer der Lower Mainlands und von Vancouver Island zu seiner Beerdigung im Capilano-Reservat.
1911 erschienen in Vancouver die Legends of Vancouver von Emily Pauline Johnson (1861 – 1913), einer Poetin und Tochter von George Henry Martin Johnson (Onwanonsyshon) (* 7. Oktober 1816, † 19. Februar 1884), einem Mitglied des Wolfs-Clans und gewähltem Erbhäuptling der Mohawk (Kanien'kehá:ka) der Six Nations of the Grand River First Nation in Kanada. Sie hatte „Joe Capilano“ während seiner Reise nach London dort kennen gelernt und 1907 begonnen, sich für die Sache der Indianer einzusetzen.